# 岩生剪股颖
岩生剪股颖（学名：Agrostis rupestris）为禾本科剪股颖属下的一个种。